# Undo (пісня Санни Нієльсен)
«Undo» (укр. «Скасуй») — пісня шведської співачки Санни Нієльсен, з якою вона представляла Швецію на пісенному конкурсі Євробачення у Копенгагені, Данія. У фіналі конкурсу пісня набрала 218 балів і посіла 3 місце.